# U-336
| U-336                                       | U-336                                                          | U-336                                                          |
| ------------------------------------------- | -------------------------------------------------------------- | -------------------------------------------------------------- |
|                                             |                                                                |                                                                |
|                                             |                                                                |                                                                |
| Повітряна атака на U-336 3 жовтня 1943 року |                                                                |                                                                |
| Під прапором                                | Третій рейх                                                    | Третій рейх                                                    |
| Спуск на воду                               | 4 грудня 1941 року                                             | 4 грудня 1941 року                                             |
| Виведений зі складу флоту                   | 5 жовтня 1943 року                                             | 5 жовтня 1943 року                                             |
| Сучасний статус                             | затоплений                                                     | затоплений                                                     |
| Проєкт                                      |                                                                |                                                                |
| Тип ПЧ                                      | Торпедний ДПЧ                                                  | Торпедний ДПЧ                                                  |
| Основні характеристики                      |                                                                |                                                                |
| Швидкість (надводна)                        | 17,7 вузлів                                                    | 17,7 вузлів                                                    |
| Швидкість (підводна)                        | 7,6 вузлів                                                     | 7,6 вузлів                                                     |
| Робоча глибина занурення                    | 100 м                                                          | 100 м                                                          |
| Гранична глибина занурення                  | 220 м                                                          | 220 м                                                          |
| Екіпаж                                      | 44 осіб                                                        | 44 осіб                                                        |
| Розміри                                     |                                                                |                                                                |
| Довжина найбільша (по КВЛ)                  | 67,1 м                                                         | 67,1 м                                                         |
| Ширина корпусу найб.                        | 6,2 м                                                          | 6,2 м                                                          |
| Висота                                      | 9,6 м                                                          | 9,6 м                                                          |
| Середня осадка (по КВЛ)                     | 4,70 м                                                         | 4,70 м                                                         |
| Водотоннажність надводна                    | 769 т                                                          | 769 т                                                          |
| Озброєння                                   |                                                                |                                                                |
| Артилерія                                   | одна палубна гармата калібру 88-мм, одна 20-мм зенітна гармата | одна палубна гармата калібру 88-мм, одна 20-мм зенітна гармата |
| Торпедно- мінне озброєння                   | 4 носових і один кормовий ТА. 14 торпед або 26 мін             | 4 носових і один кормовий ТА. 14 торпед або 26 мін             |

U-336 — німецький підводний човен типу VIIC часів Другої світової війни.
Замовлення на будівництво човна було віддане 15 серпня 1940 року. Човен був закладений на верфі суднобудівної компанії «Nordseewerke» у місті Емден 28 березня 1941 року під заводським номером 208, спущений на воду 4 грудня 1941 року, 14 лютого 1942 року увійшов до складу 5-ї флотилії. Також за час служби входив до складу 1-ї флотилії. Єдиним командиром човна був капітан-лейтенант Ганс Гунгер.
Човен зробив 5 бойових походів, у яких потопив 1 судно.
5 жовтня 1943 року потоплений в Данській протоці, південно-західніше Ісландії (62°43′ пн. ш. 27°17′ зх. д. / 62.717° пн. ш. 27.283° зх. д.) ракетами британського патрульного літака «Хадсон». Всі 50 членів екіпажу загинули.

## Потоплені та пошкоджені кораблі[3]
| Назва              | Тип             | Належність | Дата           | Тоннаж (БРТ) | Вантаж | Екіпаж | Загинули | Статус    | Місце                                                       |
| President Francqui | тепловий танкер | Бельгія    | 29 грудня 1942 | 4 919        | Баласт | 57     | 5        | потоплено | 43°23′ пн. ш. 27°14′ зх. д. / 43.383° пн. ш. 27.233° зх. д. |